# Gospa: el milagro de Medjugorje
Gospa: El milagro de medjugorje (en inglés Gospa: The Miracle of Medjugorje) es un drama religioso de 1995 acerca de los eventos relacionados con las Apariciones marianas de Medjugorje que comenzaron el 24 de junio de 1981 en Medjugorje. Allí la Virgen María se habría aparecido a seis personas croatas de Herzegovina diariamente, en una parroquia católica en el municipio de Čitluk en Bosnia Herzegovina.

## Argumento
Protagonizado por Martin Sheen y Morgan Fairchild sobre eventos relacionados con las Apariciones marianas de Medjugorje peregrinaciones que ocurrieron en una pequeña aldea en Bosnia Herzegovina donde seis niños de la escuela afirman que vieron a la Virgen Maria (en croata: Gospa)  que apareció en 1981 (ver Apariciones marianas de Medjugorje).
La película destaca a los comunistas que se aprovechan de católicos y croatas que sufren a manos de las autoridades.
Martin Sheen interpreta al sacerdote franciscano Jozo Zovko, quien fue torturado y juzgado por traición por el gobierno yugoslavo por negarse a traicionar a su pueblo.

## Elenco
- Martin Sheen como el padre Jozo Zovko[5]
- Michael York como Milan Vuković
- Morgan Fairchild como Hermana Fabijana Zovko
- Paul Guilfoyle como Miodrag Dobrović
- Ray Girardin como padre Zrinko Čuvalo
- Frank Finlay como Monseñor
- Tony Zazula como fiscal Govanović
- William Hootkins como juez Marulić
- Angelo Santiago como Vlado Palić
- Mustafa Nadarević como el mayor Stović
- Slavko Brankov como 2.ª Guardia de la Cárcel
- Daniela Čolić-Prizmić como periodista francesa (como Nela Čolić-Prizmić)
- Anica Tomić como Mirjana Dragičević
- Marko Makovicic como Ivan Dragicevic
- Marija Sedlar como Marija Pavlovic
- Aspen Sheridan como Vicka Ivankovic
- Sinisa Straga como Jakov Colo
- Virginia Kraljevic como Ivanka Ivankovic[6]

## Recepción
La película ganó el Golden Gate de Pula (premio del público a la mejor película votada por el público del festival) en el 42 ° Festival de Cine de Pula , y el premio Vjesnik Jelen.
Roger Ebert le dio a Gospa: El Milagro de Medjugorje dos estrellas de cuatro.
Señaló las respuestas entusiastas a la película en los Estados Unidos, pero sintió que:
"su impacto es religioso y político, no cinematográfico"  y que "realmente no es una película muy buena".